# Rafael Quirós Cárdenas
Rafael Quirós Cárdenas, nacido en Barbate en 1973, es un deportista, farmacéutico, Óptico y político español del Partido Socialista Obrero Español, alcalde de Barbate desde el 16 de junio de 2007 al 13 de junio de 2015. Por último, ha sido futbolista, voleibolista y baloncestista.

## Biografía
Tiene dos hijos. De deportista a farmacéutico de profesión, su padre Rafael Quirós Lara, concejal del ayuntamiento de Barbate por la Unión de Centro Democrático, fue también farmacéutico, al igual que llegó su hijo a serlo. Cárdenas iba a estudiar medicina, pero acabó licenciándose en Farmacia y Optometría por la Universidad de Granada.
Secretario general de la agrupación municipal socialista desde 2009, fue elegido delegado para el congreso regional del PSOE de Cádiz, quedando así en el puesto 28. Comenzó en la alcaldía de Barbate en las municipales de 2007, tras la dimisión de Manuel de Jesús Núñez, siendo regidor hasta 2015, cuando en tal año es sucedido por Miguel Molina Chamorro.
Además jugó en el equipo juvenil del Cádiz y del Barbate CF, pero por una hernia herida, la L5 S1, tuvo que abandonar el ámbito deportivo.
Por último fue denunciado por el actual alcalde de la localidad tras intentar reabrir el cine Avenida.